# Giovanni Pichler
Giovanni Pichler  (Nápoly, 1734. január 1. – Róma, 1791. január 25.) ékszerész. Anton Pichler ékszerész fia, Luigi Pichler ékszerész fivére. Apjának volt a tanítványa. Metszett kövei rendkívül tiszták és élesek. Zománc- és mozaikfestéssel, valamint rézmetszéssel is foglalkozott.